# Highway (film 2014)
Highway (हाईवे) è un film del 2014 diretto da Imtiaz Ali.
Presentato nella sezione Panorama del 2014 Berlin International Film Festival, il film è stato distribuito nei cinema il 21 febbraio 2014. Il film è baato su un episodio omonimo della serie televisiva Rishtey.

## Trama
Poco prima del suo matrimonio, una giovane donna viene rapita e detenuta in attesa che sia pagato un riscatto. Col passare dei giorni inizia ad instaurarsi uno strano legame tra lei e il suo rapitore.